# 中央军委战略规划办公室军民融合局
中央军委战略规划办公室军民融合局，位于北京市，是中央军事委员会战略规划办公室下属局，负责军民融合工作。

## 沿革
2015年10月召开的中共十八届五中全会审议通过了《中共中央关于制定国民经济和社会发展第十三个五年规划的建议》，将军民融合发展作为国家战略落实到规划中。
在深化国防和军队改革中，2016年1月组建中央军委战略规划办公室。中央军委战略规划办公室新设中央军委战略规划办公室军民融合局。首任局长为李强。
军民融合局的主要职责是与国家发改委等有关部委联合办公，按照中共中央、国务院、中央军委印发的《关于经济建设和国防建设融合发展的意见》（2016年3月25日中共中央政治局会议审议通过，2016年7月印发），促进军民融合发展。军民融合局成立后，在部分省市成立了军民融合试验区。

## 历任局长
| 中央军委战略规划办公室军民融合局局长 - 李强（2016年—） | 中央军委战略规划办公室军民融合局副局长 - 蓝辉 大校（2016年—） - 汤晔东（2016年—） |